# Tipo 206
El tipo 206 es una clase de  submarinos diésel-eléctricos, desarrollado por Howaldtswerke-Deutsche Werft GmbH (HDW). Su diseño se basa en la anterior clase de submarinos tipo 205. Estos submarinos pequeños y ágiles se construyeron durante la Guerra Fría para operar en mares poco profundos como el Báltico y así atacar objetivos navales del Pacto de Varsovia. Los cascos fueron construidos sin usar acero magnético para contrarrestar la amenaza de las minas magnéticas navales y hacer más difícil la detección con sensores MAD.

## Diseño

Dibujo del perfil de un submarino Tipo 206A.

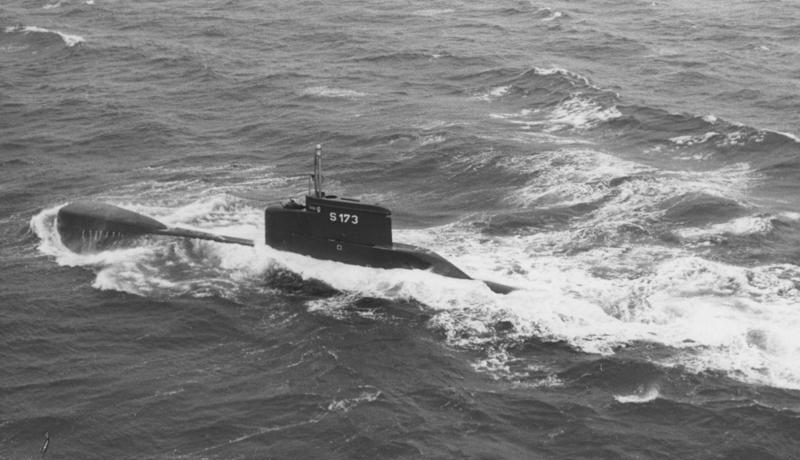
U-24 navegando en 1974

Diez submarinos del Tipo 205 fueron construidos entre 1962 y 1968 con cascos de acero amagnético. Los primeros sufrieron de fatiga de material y corrosión, y se inició un programa urgente que ayudara a superar estos problemas, lo cual recibió un montón de publicidad por ese tiempo. El nuevo acero inoxidable austenítico no magnético tenía una gran elasticidad y una excelente fuerza dinámica, siendo probado satisfactoriamente en servicio, salvando todos los problemas iniciales. Sin embargo, no fue nunca seleccionado por los muchos clientes de exportación de IKL, permaneciendo sólo en los submarinos de la armada alemana. Subsecuentemente el tipo 206 fue diseñado por IKL en 1964-65, y se dio una orden de producción el 7 de junio de 1969 para 8 submarinos a Howaldtswerke Deutsche Werft (HDW), en Kiel, y 10 a Rheinstahl Nordseewerke, en la localidad de Emden.
De los 18 submarinos construidos para la Armada de Alemania occidental, 12 fueron modernizados a principios de los 90, siendo redesignados Tipo 206A; los otros fueron dados de baja. La actual marina alemana ha empezado a dar de baja algunos 206A, mientras que los más nuevos submarinos 212 son alistados.
Una variante poco modificada del Tipo 206 (la cual incluye el domo distintivo, o protuberancia, en la proa del buque), se convirtió en la Clase Gal para la Marina de Israel, siendo construida bajo especificaciones israelíes por Vickers como el Tipo 540 en el Reino Unido en vez de Alemania por razones políticas. Tres de estos buques fueron construidos, el primero entrando en servicio en 1976. Cuando los israelíes recibieron los nuevos submarinos de Clase Dolphin, también construidos por HDW, los Gals fueron retirados. En 2006, uno fue desguazado y dos fueron enviados a HDW en un intento por encontrar compradores para ellos. Como nadie se interesó, uno de los submarinos regresó a Israel para ser mostrado en el Museo Naval de Haifa.

## Modernización
Una mayor modernización fue llevada a cabo en la mitad de su vida útil, siendo denominados oficialmente Tipo 206A. Esto comenzó a mediados de 1987, siendo completado en 1992 a cargo de Thyssen Nordseewerke, Emden.
Se agregó el Sonar STN Atlas DBQS-21D, junto a los nuevos periscopios y un nuevo sistema de control de armas (LEWA). El sistema ESM (del inglés: electronic support measures ‘Medidas de apoyo electrónico’) fue reemplazado y se instaló un nuevo sistema de navegación GPS. Los submarinos reconstruidos fueron armados con nuevos torpedos (Seeaal), y el sistema de propulsión fue repotenciado, haciéndose mejoras en la distribución de espacios para la tripulación.

## Notas

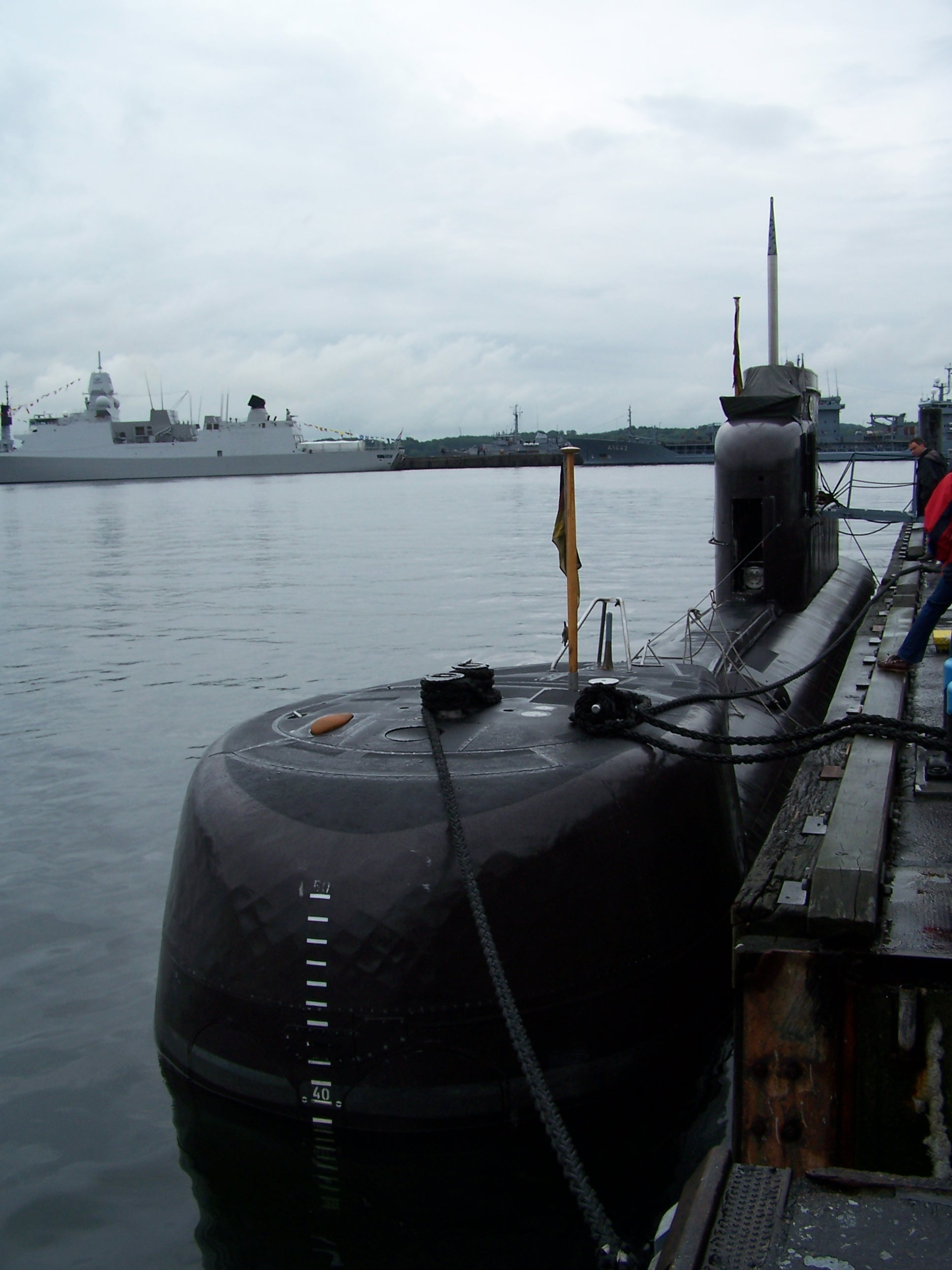
U15 de la Deutsche Marine.

## Unidades
| Número de gallardete | Nombre | Señal de llamada | Quilla            | Botado                   | Asignado                | Baja                     | Destino                                                                     |
| -------------------- | ------ | ---------------- | ----------------- | ------------------------ | ----------------------- | ------------------------ | --------------------------------------------------------------------------- |
| S192                 | U13    | DRDG             |                   | 28 de septiembre de 1971 | 19 de abril de 1973     | 23 de septiembre de 1997 | Vendido a Indonesia como Nagarongsang Transferencia no realizada Desguazado |
| S193                 | U14    | DRDH             |                   | 1 de febrero de 1972     | 19 de abril de 1973     | 23 de septiembre de 1997 | Vendido a Indonesia como Nagabanda Transferencia no realizada Desguazado    |
| S194                 | U15    | DRDI             | Junio de 1970     | Junio de 1972            | 17 de julio de 1974     | 14 de diciembre de 2010  |                                                                             |
| S195                 | U16    | DRDJ             | Noviembre de 1970 | Agosto de 1972           | 9 de noviembre de 1973  | 31 de marzo de 2011      | Fuente de repuestos para Colombia                                           |
| S196                 | U17    | DRDK             | Octubre de 1970   | Octubre de 1972          | 28 de noviembre de 1973 | 14 de diciembre de 2010  |                                                                             |
| S197                 | U18    | DRDL             | Abril de 1971     | Octubre de 1972          | 19 de diciembre de 1973 | 31 de marzo de 2011      | Fuente de repuestos para Colombia                                           |
| S198                 | U19    | DRDM             |                   | 15 de diciembre de 1972  | 9 de noviembre de 1973  | 23 de agosto de 1998     | Vendido a Indonesia como Bramastra Transferencia no realizada Desguazado    |
| S199                 | U20    | DRDN             |                   |                          | 24 de mayo de 1974      | 26 de septiembre de 1996 | Vendido a Indonesia como Aluguro Transferencia no realizada Desguazado      |
| S170                 | U21    | DRDO             |                   | 9 de marzo de 1973       | 16 de agosto de 1974    | 3 de junio de 1998       | Vendido a Indonesia como Cundomani Transferencia no realizada Desguazado    |
| S171                 | U22    | DRDP             | Noviembre de 1971 | Marzo de 1973            | 26 de julio de 1974     | 18 de diciembre de 2008  | Desguazado                                                                  |
| S172                 | U23    | DRDQ             | Marzo de 1972     | Mayo de 1973             | 2 de mayo de 1975       | 31 de marzo de 2011      | Transferido a Colombia como ARC Intrepido                                   |
| S173                 | U24    | DRDR             | Marzo de 1972     | Junio de 1973            | 16 de octubre de 1974   | 31 de marzo de 2011      | Transferido a Colombia como ARC Indomable                                   |
| S174                 | U25    | DRDS             | Julio de 1971     | Mayo de 1973             | 19 de abril de 1973     | 31 de enero de 2008      | Desguazado                                                                  |
| S175                 | U26    | DRDT             | Julio de 1972     | Noviembre de 1973        | 13 de marzo de 1975     | 9 de noviembre de 2005   | Desguazado                                                                  |
| S176                 | U27    | DRDU             |                   | 21 de agosto de 1973     | 16 de octubre de 1974   | 13 de junio de 1996      | desguazado                                                                  |
| S177                 | U28    | DRDV             | Octubre de 1972   | Enero de 1974            | 18 de diciembre de 1974 | 30 de junio de 2004      | Desguazado                                                                  |
| S178                 | U29    | DRDW             | Enero de 1972     | Noviembre de 1973        | 27 de noviembre de 1974 | 31 de diciembre de 2006  | Desguazado                                                                  |
| S179                 | U30    | DRDX             | Diciembre de 1972 | Abril de 1974            | 13 de marzo de 1975     | 31 de enero de 2007      | Desguazado                                                                  |